# Courage Quashigah
Major Courage Emmanuel Kobla Quashigah (9 de setembro de 1947 - 5 de janeiro de 2010) foi um militar e político ganês. Ocupou vários cargos de destaque nas Forças Armadas de Gana. Foi também Ministro de Estado da Agricultura e mais tarde da Saúde no governo de John Kufuor, entre 2001 e 2009.